# Kostarická univerzita
Kostarická univerzita (španělsky la Universidad de Costa Rica) je nejstarší z celkem pěti státních univerzit v Kostarice. Výuka byla zahájena 7. března 1941 za vlády prezidenta Rafaela Ángela Calderóna Guardíy. V roce 2001 obdržela na základě dekretu č. 8098 nejvyšší státní vyznamenání udělované kostarickým parlamentem – la Institución Benemérita de la Educación y la Cultura de Costa Rica.
Patří mezi 500 nejlepších univerzit na světě. V roce 2018 se umístila na 411.–420. místě (podle Clasificación mundial de universidades QS del 2018).

## Historie univerzity
Za předchůdce univerzity se považuje Univerzita svatého Tomáše založená v roce 1843, nicméně ta byla opět uzavřena v roce 1888.
Jednou z klíčových osobností, jež daly impulz k založení Kostarické univerzity ve 40. letech 20. století, byl Luis Demetrio Tinoco. Zákon č. 362 o vzniku Kostarické univerzity byl přijat v roce 1940. Univerzita od počátku získala značnou autonomii na vládě, a to jak administrativně, tak finančně. Původní univerzitní kampus se nacházel ve čtvrti González Lahmann v hlavním městě San José. V prvním roce se zapsalo ke studiu hned 719 studentů.
V roce 1956 se začal budovat nový univerzitní kampus ve čtvrti San Pedro de Montes de Oca, kde instituce sídlí dosud. Jako první se stavěla budova fakulty inženýrství.

Od roku 1973, po 3. univerzitním kongresu, začala probíhat promyšlená regionalizace vysokého školství. Zejména Carlos Monge Alfaro se zasloužil o založení regionálních středisek univerzity: bylo otevřeno regionální středisko v San Ramónu (v současnosti se nazývá Sede de Occidente), univerzitní městečko Carlose Mongeho Alfara. Později přibyla pobočka univerzity na pobřeží Atlantského oceánu (Sede del Atlántico), v Limónu na pobřeží Karibiku (Sede de Limón), v Guanacaste (Sede de Guanacaste) a na pobřeží Tichého oceánu (Sede del Pacífico).

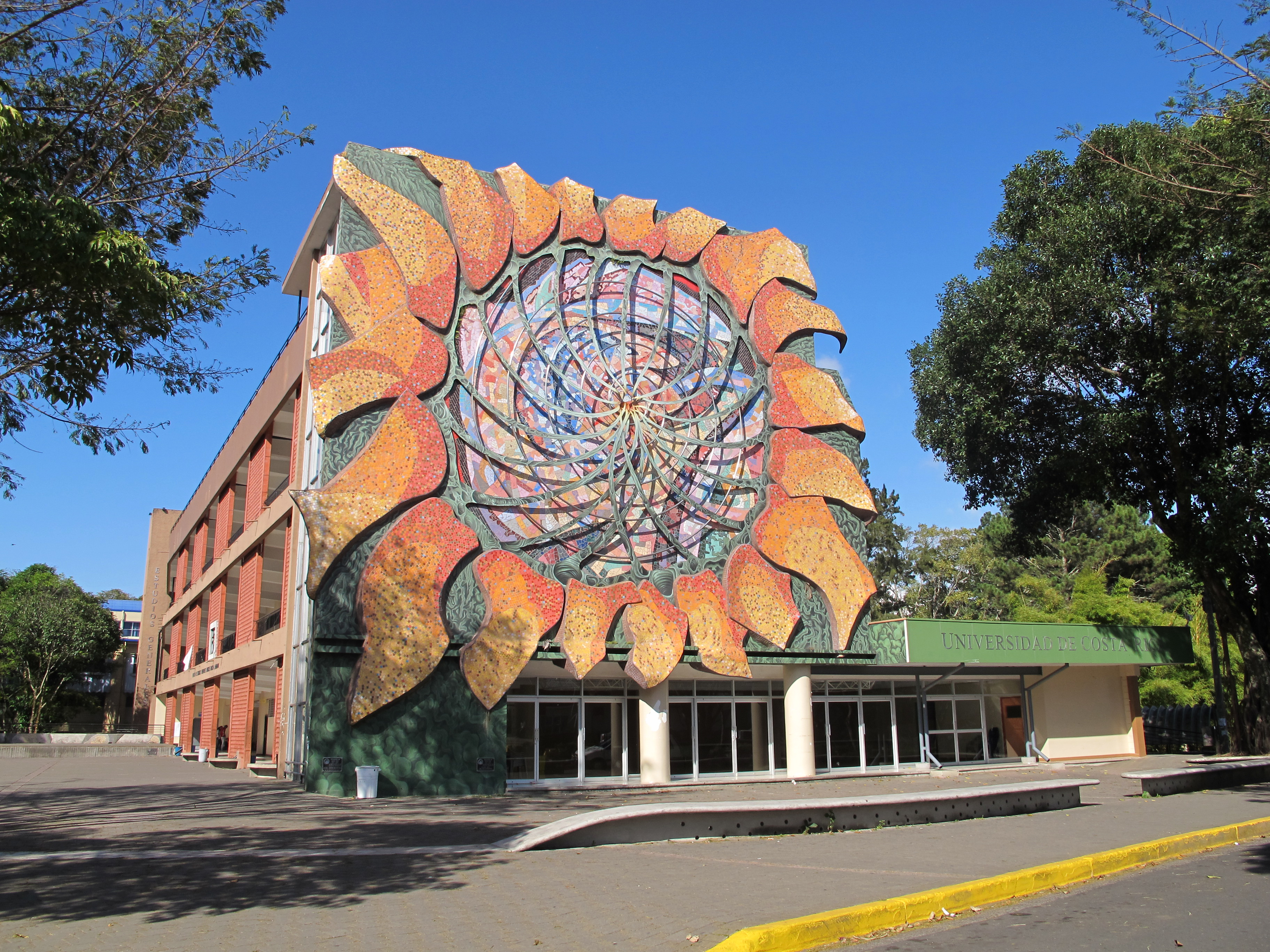
Fakulta společného humanitního základu

Od roku 1974 posiluje výzkumná činnost univerzity. Vzniklo Vicerektorství pro výzkum, dále Vícerektorství pro sociální přesah (Vicerrectoría de Acción Social), která se věnuje třem oblastem: společensky užitečná práce studentů (Trabajo Comunal Universitario), kulturní nabídka pro širší veřejnost ze strany univerzity a šíření informací o činnosti univerzity prostřednictvím sdělovacích prostředků.
Na univerzitě v současnosti studuje téměř 40 000 studentů.

## Univerzitní hromadné sdělovací prostředky
Kostarická univerzita provozuje několik vlastních, nezávislých sdělovacích prostředků, pokrývajících v podstatě celé území Kostariky:
- rozhlasové vysílače Radioemisoras UCR
- týdeník el Semanario Universidad
- televizní stanice el Canal UCR

## Rektoři Kostarické univerzity
- 2012–2020: Dr. Henning Jensen Pennington
- 2004–2012: Dra. Yamileth González García
- 1996–2004: Dr. Gabriel Macaya Trejos
- 1988–1996: Dr. Luis Enrique Garita Bonilla
- 1981–1988: Dr. Fernando Durán Ayanegui
- 1974–1981: Dr. Claudio Gutiérrez Carranza
- 1970–1974: Lic. Eugenio Rodríguez Vega
- 1961–1970: prof. Carlos Monge Alfaro
- 1961: Ing. Fabio Baudrit Moreno
- 1952–1961: Lic. Rodrigo Facio Brenes
- 1946–1952: Lic. Fernando Baudrit Solera
- 1944–1946: Dr. José Joaquín Jiménez Núñez
- 1941–1944: Lic. Alejandro Alvarado Quirós
- 1940–1941: Luis Demetrio Tinoco Castro